# Sárkány István (építész)
Sárkány István, születési és 1906-ig használt nevén Schweiger István (Budapest, 1882. augusztus 31. – Budapest, 1970. március 27.) magyar építész.

## Élete

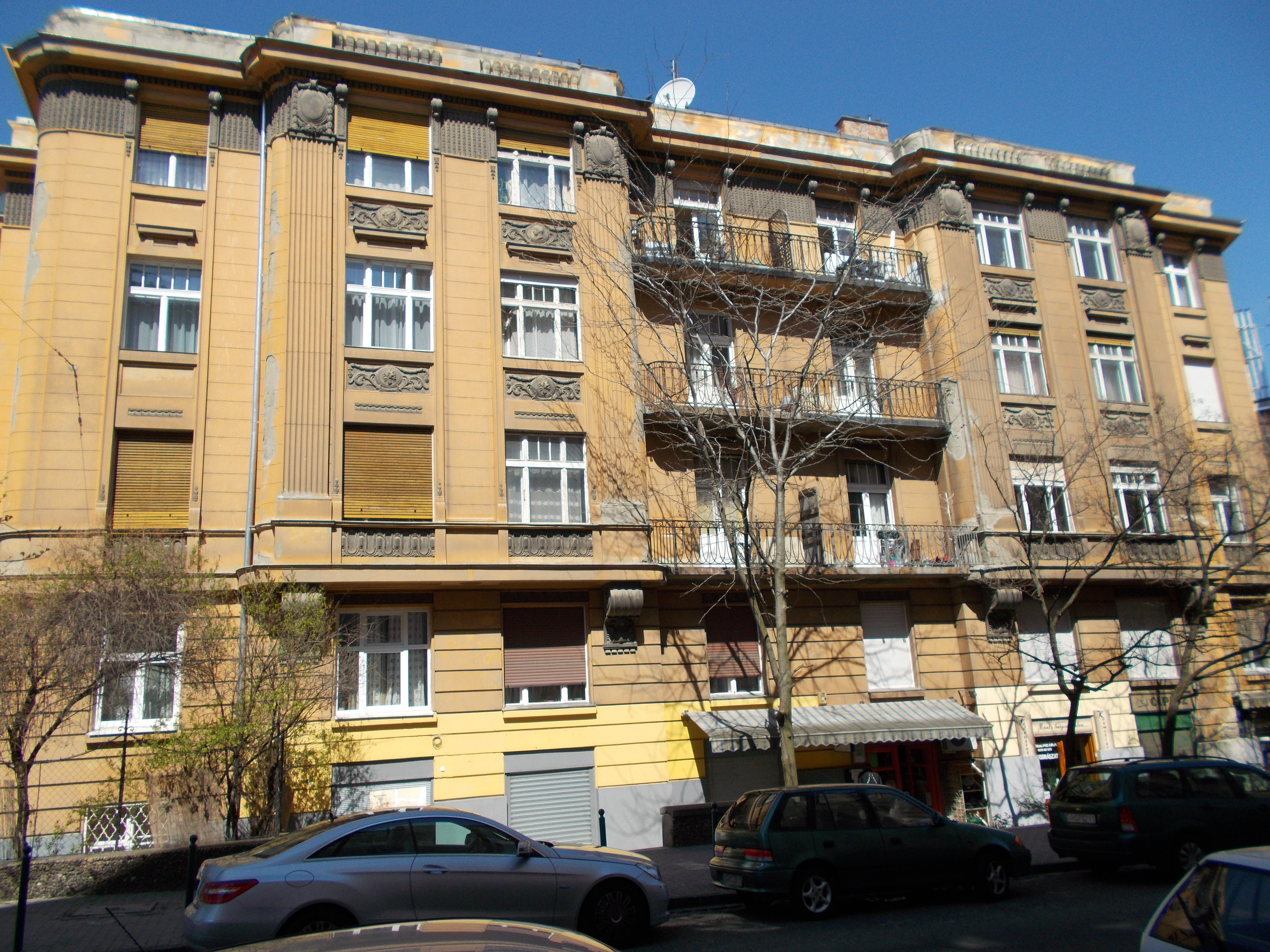
Lakóház, Budapest, Ugocsa utca 2.

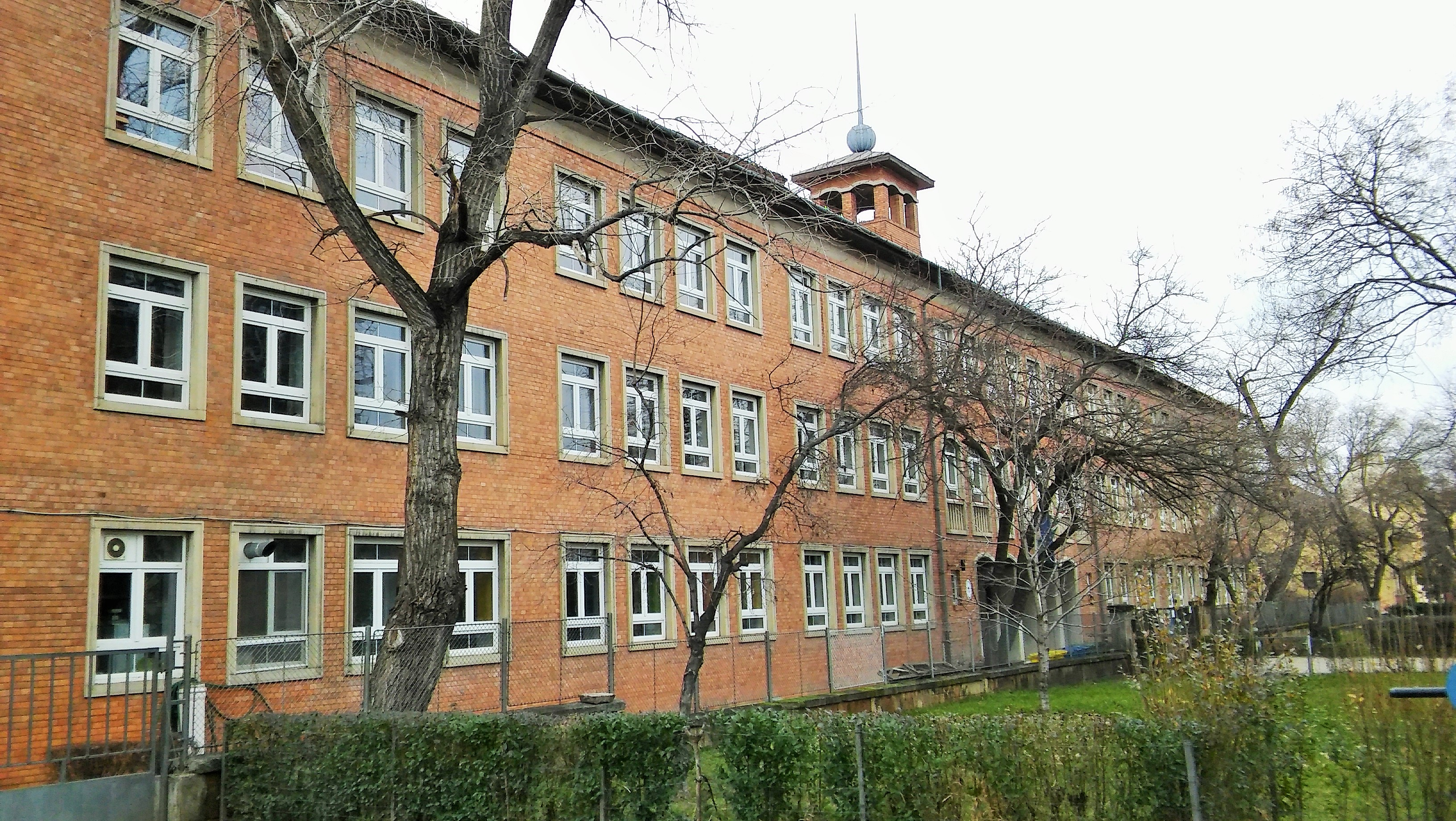
Kelenföldi leányiskola, Budapest, Bartók Béla út 141.

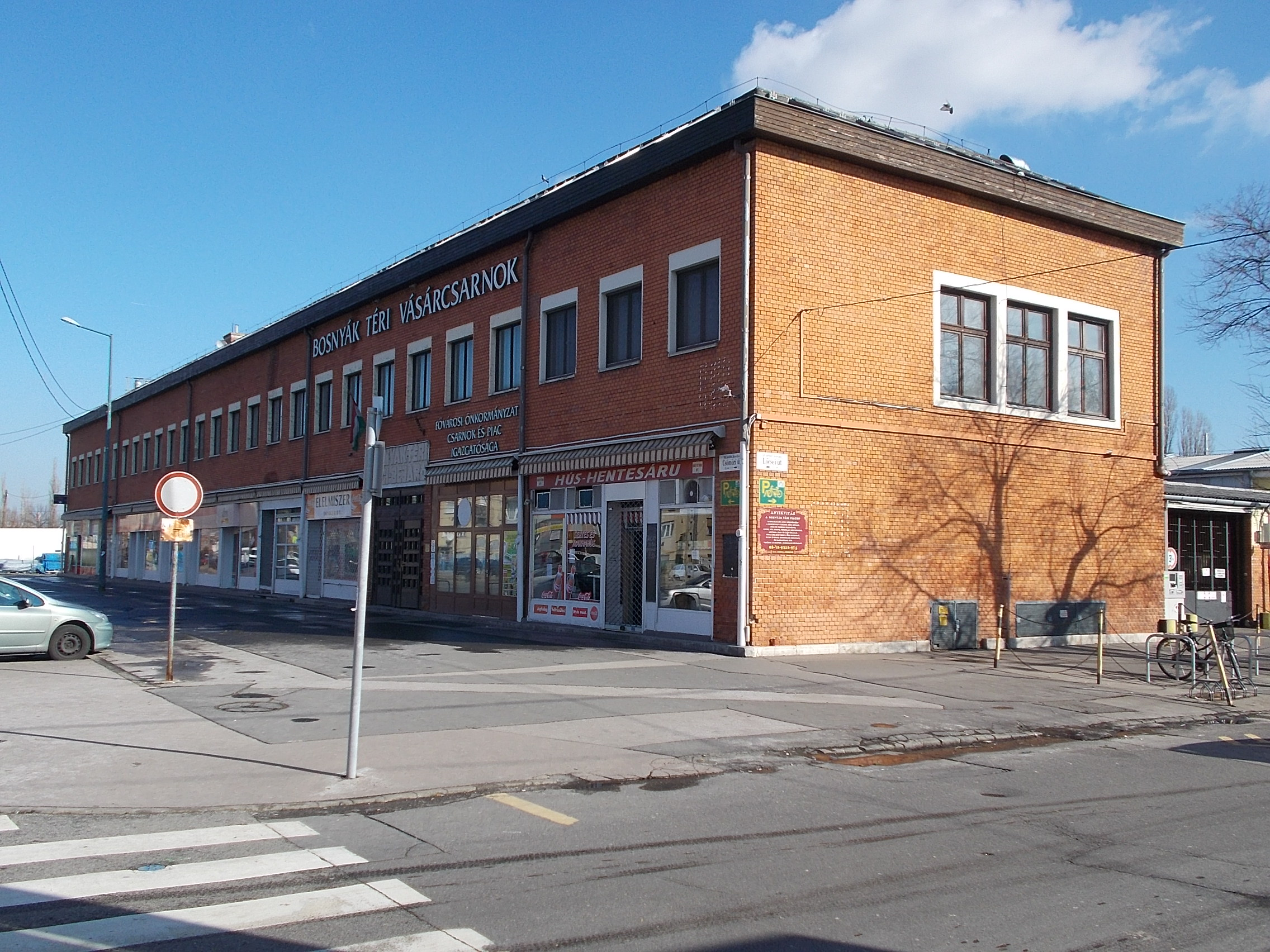
Vásárcsarnok, Budapest, Bosnyák tér

Zsidó származású családban született, édesapja Schweiger Vilmos (1847–1928) ügyvéd, édesanyja Schweiger Karolin (1853–1936). 1905-ben szerzett oklevelet a budapesti műszaki egyetemen. Ezt követően Londonban, majd Athénban dolgozott, utóbbi helyen a Görög Nemzeti Bank műszaki osztályán. Később hazatért,  és Korb Flóris–Giergl Kálmán, majd 1906-tól Lajta Béla irodájában kapott munkát. Az első világháború előtti időben készült pályatervei nem valósultak meg, ezek alól kivételek síremlékek.
1925-ben önálló irodát nyitott, és ekkor már ipari épületek, iskolák, lakótelepek épültek fel tervei szerint.
1970-ben hunyt el 88 éves korában. Végrendeletében óriási könyvtárát a Szépművészeti Múzeumra, bútor-és szőnyeggyűjteményét pedig az Iparművészeti Múzeumnak hagyta.

## Ismert épületei
- 1926–1929: víztorony, Szombathely[2][4]
- 1928–1929: lakóház, Budapest, Ugocsa utca 2. / Kiss János altábornagy u. 25.[5][6]
- 1930: a Vágóhíd helyreállítása és új épületei, Budapest[2]
- 1932: bérház, Budapest, Márvány u.[2]
- 1932: családi ház, Budapest, Pasaréti út[2]
- 1935: kelenföldi leányiskola, Budapest, Bartók Béla út 141.[2] (Menyhért Miklóssal közös munka)
- 1936: családi ház, Budapest, Szemlőhegy u.[2]
- 1941: lakóház, Budapest, OTI angyalföldi kislakásos telepén[2]
- 1942–1953: Fény utcai csarnok, Budapest, Fény u. (1998-ban Cságoly Ferenc tervei szerint újjáépítették)[7]
- 1957: Vásárcsarnok, Budapest, Bosnyák tér[2]
- 1964: iskola új épületszárnya, Budapest, Kada u.[2]
- ?: erzsébettelepi iskola[8]
- ?: szemeretelepi iskola / Bajcsy-Zsilinszky Utcai Általános Iskola (ma Pitagorasz Általános Iskola)[8]

### Síremlékek, emlékművek
- 1906: Fayer László síremléke, Budapest, Kozma utcai izraelita temető, Kozma utca 6.[3][9]
- 1907: Fayer Zsigmond síremléke, Budapest, Kozma utcai izraelita temető, Kozma utca 6.[3][9][10]
- 1908: Halmos Izor síremléke, Budapest, Kozma utcai izraelita temető, Kozma utca 6.[2][3][11]
- 1908: Schweiger-síremlék, Kecskemét, Budai úti temető[2][3]
- 1907–1909: Gróf Andrássy Gyula emlékműve, Tiszadob[2][3][12]

### Tervben maradt épületek, emlékhelyek
- 1904: Kárpáti turistamenedékház, hallgatói terv (I. díj)[3]
- 1907: Szabadság-szobor, Budapest (Telcs Ede szobrásszal közös terv)[3]
- 1908: Rákóczi-emlékmű, Kassa[3]
- 1908: Artézi ivócsarnok, hely megjelölése nélkül (I. díj)[3]
- 1908: törvényszék és fogház, Zombor[13]
- 1909: Könyvtár, hely megjelölése nélkül[3]
- 1911: Községi nyilvános könyvtár és közművelődési intézet, Budapest[3][14]

## Egyéb irodalom
- Major Máté: Sárkány István In: Magyar Építőművészet, 1970/1
- Magyaróvári Fanni Izabella: Sárkány István korai art deco síremlékművészete. In: P. Kovács Klára, Pál Emese (szerk.): Képváltás. Tanulmányok a Fiatal művészettörténészek V. konferenciájának előadásaiból. Enzt Géza Művelődéstörténeti Alapítvány – Erdélyi Múzeum-Egyesület, Kolozsvár, 2017.